# Ginástica nos Jogos Pan-Americanos de 1999
A ginástica nos Jogos Pan-americanos de 1999 foi realizada novamente na cidade de Winnipeg, no Canadá.

## Eventos
Ginástica artística
- Individual geral masculino
- Equipes masculino
- Solo masculino
- Barra fixa
- Barras paralelas
- Cavalo com alças
- Argolas
- Salto sobre a mesa masculino
- Individual geral feminino
- Equipes feminino
- Solo feminino
- Barras assimétricas
- Salto sobre a mesa feminino

Ginástica rítmica
- Individual geral
- Grupos

## Medalhistas

### Ginástica artística
Masculino
| Evento           | Ouro              | Prata             | Bronze           |
| Equipe           | Cuba              | Estados Unidos    | Canadá           |
| Individual Geral | Eric López        | Alexander Jeltkov | Lazaro Lamelas   |
| Argolas          | Eric López        | Sergio Alvario    | Diego Lizardi    |
| Barra Fixa       | Alexander Jeltkov | Eric López        | Luis Vargas      |
| Barras paralelas | Eric López        | Lazaro Lamelas    | Isidro Ibarrondo |
| Cavalo com alças | Eric López        | Carycel Briceno   | Jorge Giraldo    |
| Salto            | Abel Driggs       | Yoandry Díaz      | Kristan Burley   |
| Solo             | Eric Pedercini    | Yoandry Díaz      | Víctor Solorzano |

Feminino
| Evento              | Ouro          | Prata             | Bronze            |
| Equipe              | Canadá        | Estados Unidos    | Brasil            |
| Individual Geral    | Morgan White  | Michelle Conway   | Jennie Thompson   |
| Barras assimétricas | Yvonne Tousek | Julie Beaulieu    | Morgan White      |
| Salto               | Arazay Jova   | Daiane dos Santos | Eddylin Zabaleta  |
| Solo                | Yvonne Tousek | Michelle Conway   | Daiane dos Santos |
| Trave               | Lise Leveille | Barbara Rivarola  | Melina Sirolli    |

### Ginástica rítmica
| Evento           | Ouro              | Prata          | Bronze            |
| Individual geral | Emilie Livingston | Jessica Howard | Yordania Corrales |
| Grupo            | Brasil            | Cuba           | Canadá            |

## Quadro de medalhas
| Ordem | País           | Medalha de ouro | Medalha de prata | Medalha de bronze |    |
| ----- | -------------- | --------------- | ---------------- | ----------------- | -- |
| 1     | Cuba           | 7               | 5                | 2                 | 14 |
| 2     | Canadá         | 6               | 4                | 3                 | 13 |
| 3     | Estados Unidos | 1               | 3                | 2                 | 6  |
| 4     | Argentina      | 1               | 2                | 2                 | 5  |
| 5     | Brasil         | 1               | 1                | 2                 | 4  |
| 5     | Venezuela      | 0               | 1                | 2                 | 3  |
| 6     | Peru           | 0               | 0                | 2                 | 2  |
| 7     | Colômbia       | 0               | 0                | 1                 | 1  |
| TOTAL | TOTAL          | 16              | 16               | 16                | 48 |